# Мангум (Оклахома)
Мангум (англ. Mangum) — город в США, административный центр округа Грир, штат Оклахома. Население — 2762 человека (2020).

## География
Мангум расположен по координатам 34°52′42″ с. ш. 99°30′14″ з. д. (34.878377, -99.503953). Согласно Бюро переписи населения США, город имеет площадь 4,53 км².

## Демография
| Год переписи                          | Нас. |  | %±     |
| ------------------------------------- | ---- |  | ------ |
| 1910                                  | 3067 |  | —      |
| 1920                                  | 3405 |  | 11%    |
| 1930                                  | 4806 |  | 41,1%  |
| 1940                                  | 4193 |  | −12,8% |
| 1950                                  | 4271 |  | 1,9%   |
| 1960                                  | 3950 |  | −7,5%  |
| 1970                                  | 4066 |  | 2,9%   |
| 1980                                  | 3833 |  | −5,7%  |
| 1990                                  | 3344 |  | −12,8% |
| 2000                                  | 2924 |  | −12,6% |
| 2010                                  | 3010 |  | 2,9%   |
| 2020                                  | 2762 |  | −8,2%  |
| 1910–2020 Десятилетняя перепись в США |      |  |        |

Согласно переписи 2010 года, в городе проживало 3010 человек в 1219 домохозяйствах в составе 768 семей. Плотность населения составляла 664 человека/км². Было 1529 квартир (337/км²).
Расовый состав населения:
| - 85,0% — белых - 3,8% — черных или афроамериканцев - 1,9% — коренных американцев - 0,1% — выходцев из тихоокеанских островов - 0,1% — азиатов - 4,5% — лиц других рас |

К двум или более расам принадлежало 4,6%. Доля испаноязычных составила 12,9% от всех обитателей.
По возрастному диапазону население распределялось следующим образом: 23,7% — лица младше 18 лет, 55,0% — лица в возрасте 18-64 лет, 21,3% — лица в возрасте 65 лет и старше. Медиана возраста жителя составила 41,1 года. На 100 человек женского пола в городе приходилось 91,0 мужчины; на 100 женщин в возрасте от 18 лет и старше — 91,4 мужчин также старше 18 лет.
Средний доход на одно домохозяйство составил 50 908 долларов США (медиана — 35 130), а средний доход на одну семью — 67 061 доллар (медиана — 49 741). Медиана доходов составляла 32 444 доллара для мужчин и 24 130 долларов для женщин. За чертой бедности находилось 14,4% человек, в том числе 17,8% детей в возрасте до 18 лет и 3,4% лиц в возрасте 65 лет и старше.
Гражданское трудоустроенное население составляло 1272 человека. Основные области занятости: образование, здравоохранение и социальная помощь — 27,3%, ученые, специалисты, менеджеры — 11,6%, транспорт — 8,9%, строительство — 8,8%.